# Hadag Nahash
Hadag Nahash – zespół popowy założony w 1996 roku w Jerozolimie. Znany jest z lewicowych oświadczeń politycznych w wielu jego utworach.

## Nazwa
Nazwa grupy oznacza dosłownie „wąż-ryba” ale również w hebrajskim jest drugie znaczenie Nahag Chadasz (hebr. נהג חדש „Nowy szofer”).
Ikonę zespołu przedstawia dziecko oddające mocz, jeżeli luźno przetłumaczymy z hebrajskiego znak oznacza dosłownie „pokażę skąd” (אני אראה לך מאיפה משתין הדג) co oznacza coś w rodzaju „Pokażę ci, jak to zrobić”.

## Styl muzyczny
Podobnie jak wielu izraelskich muzyków pop, takich jak Teapacks i Idan Raichel. Hadag Nahash miesza zachodnią muzykę pop z elementami wschodniej.

## Dyskografia

### Albumy
- Lo M'vater ("Won't Give Up", לא מוותר)
- Ha Mechona Shel Ha Groove ("The Groove Machine", המכונה של הגרוב)
- Shalom Salaam Peace (שלום סלאם פיס)
- Jerusalem (ג'רוזלם)
- Trumpeldor (טרומפלדור)
- MiBayit [Ayzeh Ganuf!] ("Look Ahead [So Kewl!]", [מביט [איזה גנוב!)
- Af Ehad ("No One", אף אחד)
- Avaryan ("Criminal", עבריין)
- Tza'Tzua ("Toy", צעצוע)
- HaVolyum Oleh ("The Volume Rises", הווליום עולה)
- Hadag Nahash [Jam] ("Hadag Nahash [Jam]", הדג נחש [ג'אם])
- Cusamamaaq ("Motherfucker", קוסאמאמאק)
- Lazuz (To Move, 2003)
- Kamti ("Got Up", קמתי)
- Lazuz ("To Move", לזוז)
- Sod Ha'Hatzlaha ("Secret to Success", סוד ההצלחה)
- Misparim ("Numbers", מספרים)
- Lo Frayerim ("Not Suckers", לא פראיירים)
- Frayerim ("Suckers", פראיירים)
- Gabi Ve Debi ("Gabi & Debi", גבי ודבי)
- Gan Eden ("The Garden of Eden", גן עדן)
- Gan HaTut ("The Strawberry Garden", גן התות)
- Bela Belisima (בלה בליסימה)
- BelisiDub (בליס דאב)
- Mechonat Ha'Tut ("The Strawberry Machine", מכונת התות)
- Ze Lo Ani ("It Wasn't Me", זה לא אני)
- Homer Mekomi (Local Material, 2004)
- Mithamem ("It's Heating Up", מתחמם)
- Bereishit ("In the Beginning", בראשית)
- Shirat HaSticker ("The Sticker Song", שירת הסטיקר)
- Halifot ("Uniforms", חליפות)
- Johnny HaKatan ("Little Johnny", ג'וני הקטן)
- HaKafa HaMtzaltzelet ("The Ringing Slap", הכאפה המצלצלת)
- HaPeh Lifto'ah ("The Mouth To Open", הפה לפתוח)
- Shvita ("Strike", שביתה)
- Muzika ("Music", מוזיקה)
- Yatziv ("Stable", יציב)
- Rak Po ("Only Here", רק פה)
- Melodika ("Melody", מלודיקה)
- Ma Na'aseh? ("What Can We Do?", מה נעשה?)
- Ratziti SheTida (Elohim Sheli) ("I Wanted You to Know [My God]", רציתי שתדע [אלוהים שלי])
- Be'ezrat Ha'Jam (With the Help of Jam, 2006)
- Lotus ("Lotus", לוטוס)
- California (קליפורניה)
- Ma She'Ba Ba ("What Comes Comes", מה שבא בא)
- Hine Ani Ba ("Here I Come", הנה אני בא)
- Kol Ha'Chuchot ("All the Chuchot", כל הצ'וצ'ות)
- Lehithalek Ba'Ir ("To Slide in the City", להתחלק בעיר)
- Statistika ("Statistics", סטטיסטיקה)
- Saga ("Saga", סאגה)
- Me'Habama Lehaftziz ("To Bomb from the Stage", מהבמה להפציץ)
- Teraga ("Relax", תרגע)
- Eize Keif ("What Fun", איזה כיף)
- Lehavi Et Ha'Maka ("To Bring the Hit", להביא את המכה)
- Shabhi Yerushalaim ("Bless Jerusalem", שבחי ירושלי)

## Album "6"
- Super Groove (סופר גרוב)
- Ani Ma'amin ("I Believe", אני מאמין)
- Lo Maspik ("Not Enough", לא מספיק)
- Shir Nechama ("Consolation Song", שיר נחמה)
- BaSalon Shel Solomon ("In Solomon's Living Room", בסלון של סלומון)
- Od Ach Echad ("One More Brother", עוד אח אחד)
- Little Man
- Many Lights
- Jambalaya
- Ma'arbolet Shel Chol" ("Vortex of Sand", מערבולת של חול)
- War
- Super Groove (סופר גרוב)
- That Ain't What It's All About